# Danville (Arkansas)
Danville ist eine Stadt im Yell County im  US-Bundesstaat Arkansas, Vereinigte Staaten. Das U.S. Census Bureau hat bei der Volkszählung 2020 eine Einwohnerzahl von 2.028 ermittelt.
Zusammen mit Dardanelle ist die Stadt einer von zwei Sitzen der County-Verwaltung (County Seat). Das Stadtgebiet hat eine Größe von 11,2 km².
Der größte Teil des Stadtgebietes liegt südlich des Petit Jean Rivers. Nachbarorte sind im Norden Corinth und Belleville.

## Geschichte
Der Ort wurde Anfang der 1840er-Jahre besiedelt und nach einem Flussdampfer benannt, der gelegentlich den Petit Jean River befuhr. Schon bald darauf verlegte man den County Seat nach Danville. 1844 wurde das erste Gerichtsgebäude erbaut. Am 6. Februar 1899 wurde Danville eine eigenständige Verwaltungseinheit (Town).  Schließlich wurde Danville am 18. Februar 1919 zur Stadt (City) erhoben.

## Wirtschaft
Die wirtschaftliche Basis der Stadt wird von der Geflügel-Zucht und -Weiterverarbeitung gebildet. Das 1970 gegründete Unternehmen Wayne Farms hatte 865 Angestellte im Jahr 2007.